# David Brabham
David Brabham (Wimbledon, Londres, Inglaterra; 5 de septiembre de 1965) es un piloto de automovilismo australiano.
Entre sus múltiples logros, se destacan una victoria absoluta en las 24 Horas de Le Mans de 2009, un segundo puesto absoluto en 2003 y dos victorias en la clase GT1 en 2007 y 2008, una victoria en los 1000 km de Bathurst de Superturismo de 1997, dos títulos en la American Le Mans Series 2009 y 2010, dos subcampeonatos en 1999 y 2008, y un título en el Campeonato Japonés de Gran Turismos 1996.
Es uno de los tres hijos del triple campeón del mundo de Fórmula 1 Jack Brabham.

## Carrera

### Inicios
A pesar de ser hijo del triple campeón del mundo de Fórmula 1 Jack Brabham, paradójicamente, David Brabham llegó al mundo de los deportes del motor relativamente tarde. Hasta los 17 años no descubrió el karting, en Australia. En 1985, se pasa al deporte del automóvil y disputa pruebas de turismos, antes de acceder en 1986 a los monoplazas: primero en la Fórmula Ford Australiana, y luego en la Fórmula 2 Australiana.
Brabham decide entonces dejar Australia y trasladarse a Inglaterra, en donde gana en 1989 el prestigioso Campeonato de Gran Bretaña de Fórmula 3 y el Gran Premio de Macao. 

### Fórmula 1

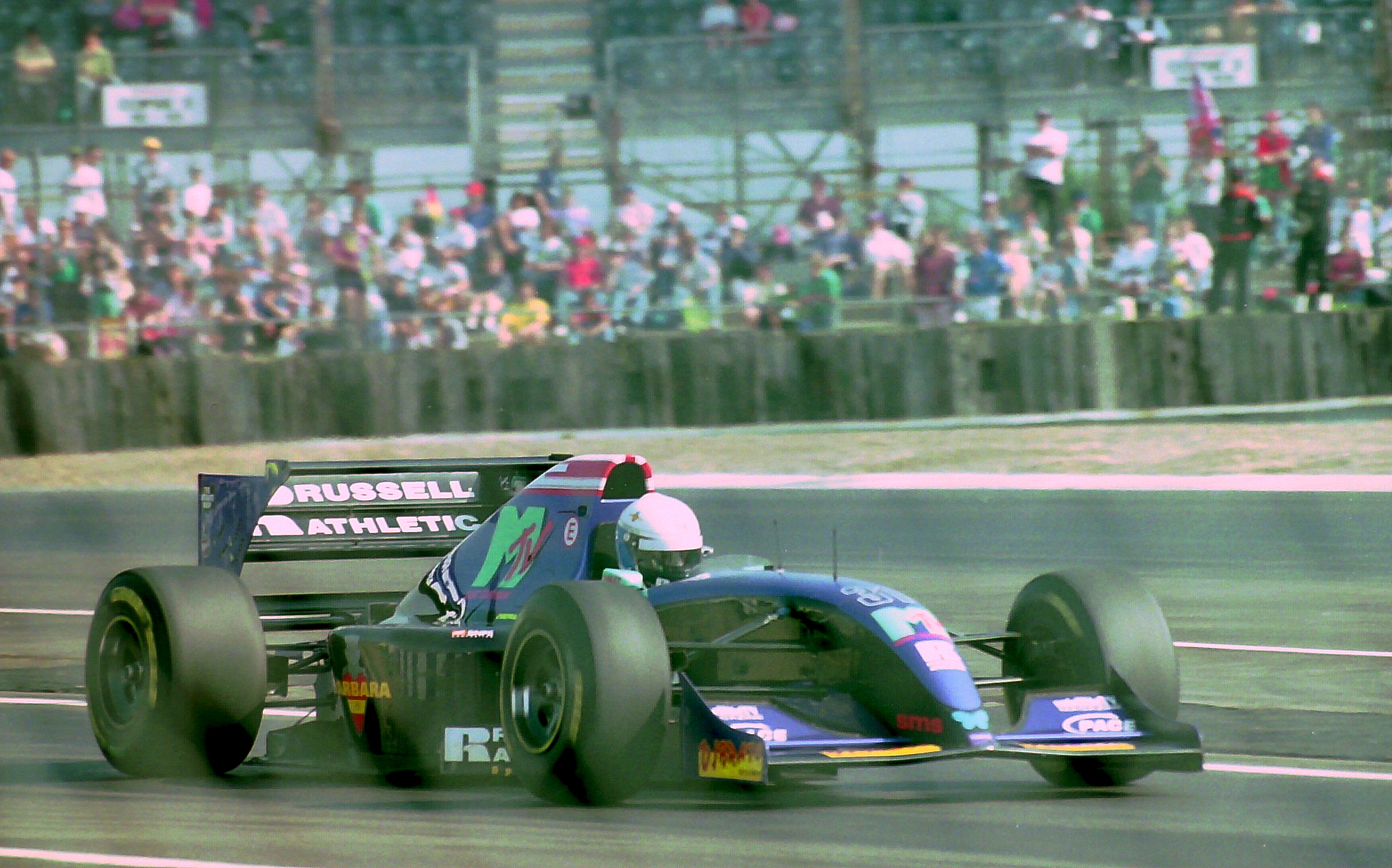
David Brabham en Gran Bretaña 1994.

En 1990 David Brabham accede a la Fórmula 1, en el seno de la escudería Brabham (en la que su padre ya no tiene responsabilidad alguna desde hace más de 20 años) reemplazando al suizo Gregor Foitek. Los principios son difíciles y David sólo alcanza la calificación ocho veces. Irónicamente, su hermano Gary intentó calificar para las dos primeras rondas en la desastroso proyecto Life antes de abandonar la máxima categoría.
Sin volante en F1 en la temporada 1991, David disputó el Campeonato Mundial de Resistencia con Jaguar, y en 1992 con Toyota. Brabham ganó las 24 horas de Spa de 1991 a bordo de un Nissan Skyline R32 GT-R junto a Naoki Hattori y Anders Olofsson. 
En 1993 fue piloto de pruebas del equipo Footwork de la Fórmula 1. Además, disputó las 24 Horas de Le Mans nuevamente con Jaguar, y resultó cuarto en los 1000 km de Bathurst  con un Holden Commodore de Gibson junto a Anders Olofsson.
Brabham consigue otra oportunidad en Fórmula 1 en 1994, esta vez en la escudería Simtek (donde su padre era también accionista del equipo). Pero careciendo otra vez de material competitivo, David no consigue destacar. La temporada también se estropea debido a la muerte de su compañero de equipo Roland Ratzenberger en un accidente en Imola. a pesar de esto Brabham levantaba la moralidad del equipo gracias a su fuerte liderazgo. Si bien el Simtek no era competitivo, el australiano ganó una gran aclamación por su determinación y por mejorar gradualmente la velocidad del paquete con fondos insuficientes, también superó a sus diversos compañeros de equipo.

### Turismos, GTs y prototipos
Tras esa nueva tentativa infructuosa en F1, Brabham disputó el Campeonato Británico de Turismos 1995 con un BMW Serie 3 de Schnitzer, resultando 13º sin podios. También disputó una fecha del Campeonato Alemán de Superturismos y la Copa Europea de Turismos, nuevamente con BMW.
El piloto corrió con un McLaren F1 GTR-BMW junto a John Nielsen en el Campeonato Japonés de Gran Turismos 1996, resultando campeón de la clase GT500. Además, resultó quinto absoluto en las 24 Horas de Le Mans, también con un McLaren F1 GTR.
En 1997, el australiano comenzó a correr con Panoz en el Campeonato FIA GT, y a partir de 1999 la American Le Mans Series. En su debut en el campeonato estadounidense, resultó subcampeón de la clase de sport prototipos.

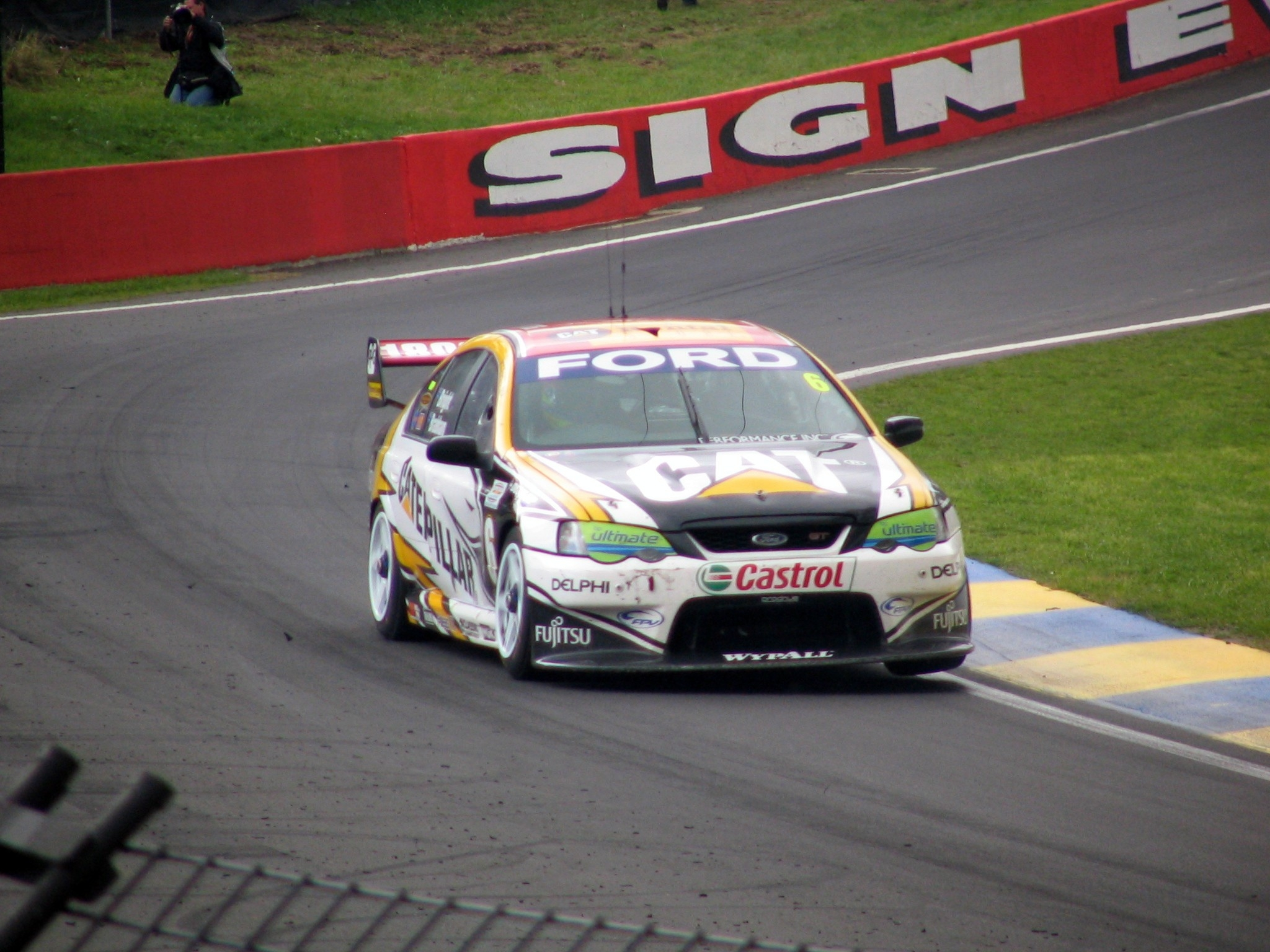
Brabham en Bathurst 1000 2005.

Brabham pasó a pilotar un Bentley Speed 8 oficial en las 12 Horas de Sebring y las 24 Horas de Le Mans de 2003, resultando tercero y segundo absoluto respectivamente. Luego continuó en la ALMS, ahora con una Ferrari 550 Maranello GTS del equipo Prodrive. Junto a Jan Magnussen, logró tres victorias y seis podios en la clase GTS, por lo que resultó subcampeón por detrás de los pilotos de Corvette. El piloto disputó las 12 Horas de Sebring de 2004 con un Saleen S7, logrando el tercer puesto en la clase GTS, y cuatro fechas más de la ALMS con una Lamborghini Murciélago de Krohn-Barbour. En 2005 volvió a Prodrive, corriendo con un Aston Martin DB9 oficial; ese año terminó tercero en la clase GT1 en las 24 Horas de Le Mans.
El australiano retornó a la marca Panoz en 2006, en este caso para pilotar un Panoz Esperante GT-LM de Multimatic. Logró la victoria de clase en las 12 Horas de Sebring, y terminó quinto en la clase GT2 de la ALMS junto a Scott Maxwell.
Highcroft fichó a Brabham para disputar la ALMS 2007 con un Acura oficial de la clase LMP2. Junto a Stefan Johansson, terminó noveno con cuatro podios. Además, finalizó primero en la clase GT1 y quinto absoluto en las 24 Horas de Le Mans con un Aston Martin DB9 oficial de Prodrive, acompañando a Darren Turner y Rickard Rydell.
En 2008, Brabham corrió en la ALMS junto a Scott Sharp. Logró cuatro victorias en la clase LMP2, una de ellas absoluta, pero perdió el título de LMP2 frente a Timo Bernhard y Romain Dumas, que corrían con un Porsche RS Spyder oficial de Penske. También venció en la clase GT1 de las 24 Horas de Le Mans para Aston Martin, ahora junto a Turner y Antonio García.

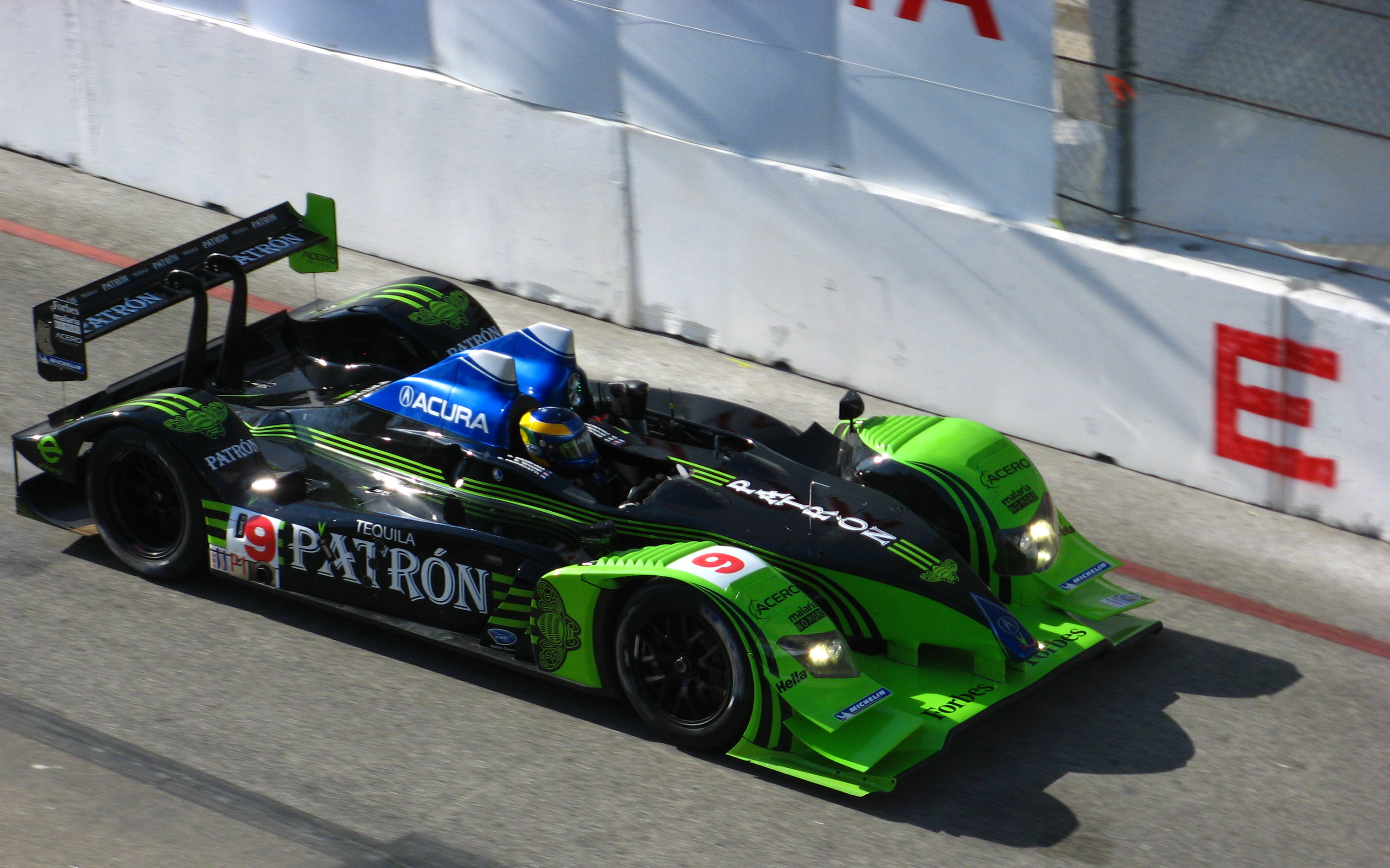
Brabham compitiendo en resistencia en 2009.

Highcroft dio el salto a la clase LMP1 de la American Le Mans Series en 2009. Continuando junto a Sharp, el australiano sumó tres victorias y cuatro segundos lugares, por lo que se coronó campeón de LMP1 frente a Gil de Ferran y Simon Pagenaud del equipo del brasileño. Además, obtuvo la victoria absoluta en las 24 Horas de Le Mans, compartiendo pilotaje con Alexander Wurz y Marc Gené al volante de un Peugeot 908 HDI FAP, para interrumpir la racha de victorias de Audi.
En 2010, Brabham pasó a correr junto a Pagenaud en Highcroft. Obtuvo tres victorias y cinco segundo lugares, de modo que repitió el campeonato ante Klaus Graf de Pickett.
Acura dejó de apoyar el programa de Highcroft en la American Le Mans Series en 2010. Brabham pasó a disputar el Campeonato Mundial de GT1 con un Nissan GT-R de Sumo Power, terminando 18º con cuatro podios en 20 carreras.
El australiano corrió el Campeonato Mundial de Resistencia 2012 con un HPD ARX-03 del equipo JRM, acompañado de Karun Chandhok y Peter Dumbreck, resultando tercero en el trofeo de equipos privados de LMP1 con cuatro podios. También disputó tres fechas de la Blancpain Endurance Series con un McLaren MP4-12C de United Autosports en la clase Pro.
En 2013, Brabham redujo su actividad en automóviles deportivos a las dos carreras de resistencia de la ALMS. Pilotando un HPD ARX-03b del equipo Extreme Speed junto a Scott Sharp y un amateur, llegó retrasado en las 12 Horas de Sebring, y obtuvo el segundo puesto en la clase LMP2 y el tercero absoluto en Petit Le Mans. Luego disputó la fecha de Surfers Paradise del V8 Supercars Australiano con un Mercedes-Benz Clase E AMG junto a Tim Slade.

## Resultados

### Fórmula 1
(Clave) (negrita indica pole position) (cursiva indica vuelta rápida)

| Año     | Escudería                 | 1      | 2       | 3       | 4       | 5       | 6       | 7       | 8       | 9       | 10      | 11      | 12      | 13      | 14      | 15      | 16      | Pos. | Puntos |
| ------- | ------------------------- | ------ | ------- | ------- | ------- | ------- | ------- | ------- | ------- | ------- | ------- | ------- | ------- | ------- | ------- | ------- | ------- | ---- | ------ |
| 1990    | Motor Racing Developments | USA    | BRA     | SMR DNQ | MON Ret | CAN DNQ | MEX Ret | FRA 15  | GBR DNQ | GER Ret | HUN DNQ | BEL Ret | ITA DNQ | POR Ret | ESP DNQ | JPN Ret | AUS Ret | NC   | 0      |
| 1994    | MTV Simtek Ford           | BRA 12 | PAC Ret | SMR Ret | MON Ret | ESP 10  | CAN 14  | FRA Ret | GBR 15  | GER Ret | HUN 11  | BEL Ret | ITA Ret | POR Ret | EUR Ret | JPN 12  | AUS Ret | NC   | 0      |
| Fuente: |                           |        |         |         |         |         |         |         |         |         |         |         |         |         |         |         |         |      |        |

### Campeonato Mundial de Resistencia de la FIA
(Clave) (negrita indica pole position) (cursiva indica vuelta rápida)

| Año  | Escudería                 | Clase | Automóvil         | 1   | 2   | 3   | 4   | 5   | 6   | 7   | 8   | Pos. | Puntos | Ref.  |
| ---- | ------------------------- | ----- | ----------------- | --- | --- | --- | --- | --- | --- | --- | --- | ---- | ------ | ----- |
| 2012 | JRM                       | LMP1  | HPD ARX-03-Honda  | SEB | SPA | LMS | SIL | SÃO | BHR | FUJ | SHA | 10.  | 50.5   | [ 2 ] |
| 2012 | JRM                       | LMP1  | HPD ARX-03-Honda  | 12  | 9   | 5   | 7   | 9   | Ret | 5   | 5   | 10.  | 50.5   | [ 2 ] |
| 2015 | Extreme Speed Motorsports | LMP2  | HPD ARX-03b-Honda | SIL | SPA | LMS | NÜR | COA | FUJ | SHA | BHR | 18.º | 8      | [ 3 ] |
| 2015 | Extreme Speed Motorsports | LMP2  | HPD ARX-03b-Honda | 6   |     |     |     |     |     |     |     | 18.º | 8      | [ 3 ] |